# Crkva sv. Nikole u Visu
Crkva sv. Nikole je katolička crkva u gradu Visu.

## Opis
Kamena crkva sv. Nikole izgrađena je u 15.stoljeću u Dolu na otoku Visu. Jednobrodna građevina, s kvadratičnom apsidom presvedena je bačvastim svodom. Građena je na je na ruševinama kasnoantičke građevine od koje se sačuvao dio zida (“opus spicatum”). tokom 15. stoljeća od čega je ostala polukružna luneta s trolisnom rozetom ugrađena u susjednu zgradu. Gotička je crkva u18. stoljeću proširena prema istoku i zapadu. U prostoru apside ima drveni polikromni oltar s tri kipa u nišama koji prikazuju sv. Petra, sv. Nikolu i sv. Lovru. Na zidu bočno od oltara pod žbukom je otkriven stariji crtež brodova. Južno od crkve dozidan je stan pustinjaka.

## Zaštita
Pod oznakom Z-5354 zavedena je kao nepokretno kulturno dobro - pojedinačno, pravna statusa zaštićena kulturnog dobra, klasificirano kao "sakralna graditeljska baština".